# 吉利市
吉利市 (Klasse Grand) ，或稱吉利市百貨，是香港一家已結業的百貨公司集團，於1980年開業，1986年6月全線結業。

## 歷史
吉利市由新加坡英保良集團 (Emporium Holdings) 創辦，英保良集團在東南亞經營零售業務，全盛期在新加坡、馬來西亞、汶萊有超過60間百貨公司及超級市場。集團由林氏家族持有，主席林道順，董事長林道榮。集團由於不敵1980年代中期東南亞經濟衰退，1987年被新加坡司法管理，同年被香港明輝發展收購。

## 分店
吉利市曾在香港有多家分店。首家分店設於沙田禾輋邨，樓高三層，1980年1月10日開業。同年1980年7月26日，於觀塘順利邨、葵涌禾塘咀街87號美葵大廈及香港仔香港仔中心同時開設三家分店；同年9月再於旺角柏裕中心開設分店。，另外還有三間開設於荃灣梨木樹邨舊巴士總站商場、沙田沙角邨商場三樓以及荃灣東亞花園商場內。
1981年1月24日，吉利市於銅鑼灣京華中心開設分店，連地庫共有六層，總面積超過5萬平方尺。其後又於九龍灣德福花園開設分店。
1983年7月2日，吉利市葵涌分店由美葵大廈搬遷到新葵興廣場2樓。
1984年11月16日，於太古城開設第8家分店，位於太古城中心5樓，佔地12,000平方尺。

## 結業
1986年6月初，吉利市全港多家分店突然暫停營業，並掛上「是日盤點」的告示。集團同時被20多家公司入稟法院追討欠債，當時德福花園分店則欠下地鐵公司租金共40多萬港元。
吉利市又欠下258名員工薪金總額878,700港元，員工亦入稟申請將吉利市清盤。欠薪於1986年7至8月份，由破產欠薪保障基金支付。最終吉利市百貨全線結業。

## 資料來源
1. ↑  不在乎天长地久　只在乎曾有“英保良” （页面存档备份，存于） 聯合早報，2006年12月21日
2. ↑  在东马百货业大展拳脚 林道荣人生70再拼搏 （页面存档备份，存于） 聯合早報，2006年10月20日
3. ↑  華僑日報，1980年1月11日，第3張第3頁
4. ↑  大公報，1980年7月27日，第5版
5. ↑  大公報，1981年1月22日，第12版
6. ↑  大公報，1983年6月27日，第7版
7. ↑  華僑日報，1984年11月22日，第3張第3頁
8. ↑  大公報，1986年6月3日，第4版
9. ↑  華僑日報，1986年6月3日，第2張第2頁
10. ↑  華僑日報，1986年9月18日，第3張第2頁